# Smerigliatura
La smerigliatura è un'operazione che fa parte del processo di finissaggio dei tessuti: consiste nel carteggiare la superficie di un tessuto per ottenere l'effetto a buccia di pesca. Cambia la mano conferendo un aspetto vellutato alla superficie nascondendo leggermente l'intreccio della trama e dell'ordito. Si applica a pezze di stoffe finite ottenute con fibre tessili di vario tipo sia sintetiche che naturali, raramente di lana. Trattamento indispensabile nella produzione del  fustagno. Con smerigliature di entità diversa si ottengono le varietà di fustagno: beaverteen, moleskin, e doeskin – che imita la pelle di daino.

## La smerigliatrice
La smerigliatrice è una macchina automatica in cui il tessuto viene fatto ruotare su cilindri di passaggio, mantenuto ben teso da tendipezza per evitare pieghe, e strofinato da un rullo ricoperto di carta smeriglio di grana fine. I diversi effetti vengono ottenuti con l'uso di più rulli; con la differente grana della carta smeriglio e con la distanza del rullo dal tessuto. Questa è regolata da cilindri di pressione che lo allontanano o avvicinano alla superficie abrasiva. Un apposito sistema di aspirazione raccoglie la fine peluria prodotta dalla lavorazione.

## Smerigliatura a mezzo di spazzole abrasive
Questo processo viene anche denominato "lisatura" (da "lisato", usurato).
Il primo produttore di macchine di questo tipo che ha inventato il processo nel 1998, utilizzando spazzole abrasive per la lucidatura dei metalli, è stata la Stamperia Emiliana, che ha coniato il brand "LISA".
Oggi la Lisa è un prodotto dell'azienda Mario Crosta di Busto Arsizio che ne ha rilevato il marchio e la denominazione.
La Mario Crosta ha rifatto i progetti, adattandoli alle odierne esigenze di produzione.
Questo tipo di finissaggio è adatto sia su tessuti a navetta sia tessuti a maglia.